# Oden

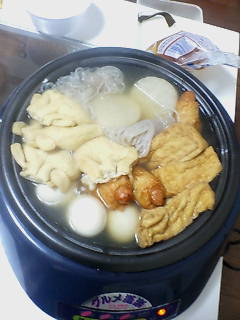
Domácí oden

Oden (おでん) je japonské zimní jídlo sestávající z několika ingrediencí jako jsou vařená vejce, ředkev daikon, kon'njaku a zpracované ryby. Ty se dusí v lehkém vývaru ochuceném sojovou omáčkou. Ingredience se liší podle regionu i jednotlivých domácností. Často bývá kořeněné japonskou hořčicí karaši.
Oden pochází z jídla dnes nazývaného misodengaku nebo jednoduše dengaku – vařeného kon'njaku nebo tofu jedeného s misem. Postupem času se místo misa přidávaly další ingredience a oden se stal populárnější.
Na rozdíl od ostatních jídel z jednoho hrnce, je možné přidávat ingredience v libovolnou dobu. Oden je často prodáván na ulici, v mnoha japonských obchodech najdete v zimě kouřící hrnce odenu. Prodávají se různé druhy včetně velmi levných variant s jedinou přísadou.

## Místní odlišnosti
V Nagoje ho lze najít pod jménem Kantó-ni (関東煮) a namáčí se do sojové omáčky.
V oblasti Kansai se někdy nazývá Kantó-daki (関東炊き) a bývá silnější chuti.
V prefektuře Šizuoka používají tmavý hovězí vývar a tmavou sojovou omáčku a všechny ingredience bývají nabodnuté jako špíz. Před jídlem si porci posypou drcenými sušenými rybami (sardinky, makrely a tuňák) a práškem z řas aonori.
V restauracích na Šikoku v prefektuře Kagawa, kde vaří nudle udon, obvykle nabízejí oden a sladkou pastu miso jako předkrm během čekání na jídlo.

## Oblíbené ingredience
- vařená vejce
- čikuwabu – oblíbené v oblasti Kantó, jinde v podstatě neznámé
- plátky ředkve daikon
- gjúsudži – hovězí šlachy
- ito kon'njaku
- kon'njaku
- mrkev
- houby šiitake
- kaboča – japonská dýně
- brambory
- cukune – koule z masa nebo ryb
- chobotnice
- tebiči – prasečí nožičky, pouze na Okinawě
- produkty z tófu:
  - ganmodoki – smažené koule z tófu smíchaného s nastrouhanou zeleninou
  - acuage – hodně smažené tófu
  - tófu – hlavně v oblasti Kansai
- produkty ze Surimi:
  - Bakudan – vařená vejce zabalená do surimi
  - Čikuwa – tenké trubičky ze surimi
  - Gobómaki – vařený gobó (lopuchový kořen) zabalený do surimi
  - Hanpen
  - Ikamaki – chobotnice zabalená do surimi
  - Kamaboko
  - Šindžoage – smažená pasta z mořských plodů